# Grentheville

Grentheville este o comună în departamentul Calvados, Franța. În 1 ianuarie 2022 avea o populație de 1.005 de locuitori.